# Endosulfán
El endosulfán es  un insecticida y acaricida organoclorado. Es un disruptor endocrino y es altamente tóxico en forma aguda. Ha sido prohibido en más de 50 países, que incluyen  la Unión Europea  y varias naciones de Asia y África occidental, aún se usa extensamente en muchos otros países como India, Brasil y Australia. Es producido por  Bayer CropScience, Makhteshim Agan, y por Hindustan Insecticides Limited de propiedad del gobierno de la India, entre otros, y vendido bajo los nombres comerciales de Thionex, Endocil, Phaser, y Benzoepin. A causa de su alta toxicidad y su alto potencial de bioacumulación y contaminación ambiental, una prohibición global sobre el uso y fabricación de endosulfán está siendo considerada bajo la Convención de Estocolmo.
En agosto de 2009, Bayer CropScience, la rama agroquímica de Bayer, informó que planifica terminar las ventas de endosulfán para fines de 2010 en todos los países donde todavía la misma se encuentra legalmente disponible.

## Usos
El endosulfán se ha usado en agricultura alrededor del mundo para controlar plagas de insectos incluyendo las siguientes; moscas blancas, áfidos, langostas, escarabajo de la papa, gusano de la col. También se ha usado en la preservación de maderas, jardinería, y control de la mosca tse-tse, aunque no es corrientemente usado con propósitos para salud pública. La Organización Mundial de la Salud estimó que la producción mundial anual era de cerca de 9.000 t a comienzos de los '80. Desde 1980–89, el consumo mundial promedió 10.500 t por año, y durante la década del '90 su uso se incrementó a 12.800 t por año. La India es el mayor consumidor mundial de endosulfán. A causa de su único modo de acción, es útil en manejo de resistencia; sin embargo, debido a que no es específico, puede impactar negativamente en las poblaciones de insectos benéficos. Es considerado, sin embargo, sólo moderadamente tóxico para las abejas, y es menos tóxico para las abejas que los insecticidas organofosforados.

## Química
El nombre IUPAC para el endosulfán es 6,7,8,9,10,10-hexachloro-1,5,5a,6,9,9a-hexahidro-6,9-metano-2,4,3-benzodioxatiepina-3-óxido. Es un insecticida ciclodieno, químicamente similar a aldrina, clordano, y heptacloro. Como estos "primos" es sintetizado desde hexaclorociclopentadieno. Específicamente, es producido por la reacción de Diels-Alder de hexaclorociclopentadieno con cis-buteno-1,4-diol y reacción subsiguiente con cloruro de tionilo. Técnicamente el endosulfán es una mezcla de  estereoisómeros, designados "α" y "β," en una relación 7:3. El material técnico puede además contener pequeñas cantidades de endosulfán sulfato y químicos relacionados. α- y β-endosulfán son isómeros conformacionales, y pueden ser interconvertidos sin romper los enlaces. α-Endosulfán es el más termodinámicamente estable de los dos, y β-endosulfán se convierte lenta e irreversiblemente a la forma α a lo largo del tiempo.

## Historia
- Principios de la década del '50 Se desarrolló el endosulfán.
- 1954 Hoechst AG (ahora Bayer CropScience) gana USDA's aprobación de endosulfán en los EE. UU.[10]
- 2000 el uso en hogares y jardines son terminados por acuerdo con la EPA.[9]
- 2002 El U.S. Fish and Wildlife Service recomienda que el endosulfán debería ser prohibido,[12] y la EPA determina que los residuos de endosulfán en los alimentos y el agua poseen riesgos inaceptables. La agencia permite que el endosulfán siga en el mercado, pero impone restricciones en sus usos en agricultura.[9]
- 2007 La comunidad internacional toma medidas para restringir el uso y comercialización del endosulfán. Se recomienda su inclusión en el Convenio de Róterdam en Prior Informed Consent, y la Unión Europea propone agregarlo a la lista de sustancias prohibidas bajo la Convención de Estocolmo en contaminantes orgánicos persistentes. Si es aprobada, todo uso y fabricación de endosulfán serían prohibidos globalmente.[3] Mientras tanto, Canadá anuncia que el endosulfán está bajo consideración para eliminarlo en ese país,[13] y Bayer CropScience voluntariamente retira sus productos de endosulfán del mercado de EE. UU.[14] pero continua vendiéndolos abroad.[15]
- 2008 En febrero, grupos ambientalistas, consumidores, y de trabajadores de granjas incluyendo el Natural Resources Defense Council,[16] Organic Consumers Association, y el United Farm Workers[17] reclaman en los EE. UU. EPA prohiba el endosulfán. En mayo, coaliciones de científicos,[18] grupos ambientalistas,  y tribus árticas piden a la EPA que prohiba el endosulfán,[19] y en julio una coalición de grupos ambientalistas y de trabajadores archivan un pleito contra a EPA por su decisión de 2002 para no prohibirlo.[20] En octubre, el Comité Revisor de la Convención de Estocolmo trasladó el endosulfán al procedimiento para listarlo bajo el tratado,[21] mientras que India bloqueó su adición al Convenio de Róterdam.[22]
- 2009 Nueva Zelandia prohíbe el endosulfán.[23]
- 2011 Uruguay y Argentina prohíben el endosulfán.[24][25]

## Efectos sobre la salud
El endosulfán es uno de los pesticidas más tóxicos en el mercado en la actualidad, responsable de muchos incidentes fatales por pesticidas en todo el mundo. El endosulfán es también una sustancia sintética xenoestrogénica que imita —o aumenta los efectos de los estrógenos—y puede actuar como un disruptor endocrino, causando daños reproductivos y en el desarrollo en animales y humanos. Si el endosulfán puede producir cáncer está en debate aún.

### Toxicidad
El endosulfán es un neurotóxico agudo para insectos y mamíferos, incluyendo a los humanos. La clasificación de la EPA es de Categoría I: "Alta toxicidad aguda" basada en un valor de DL50 media de 30 mg/kg para ratas hembras, Mientras que la Organización Mundial de la Salud lo clasifica como Clase II "Moderadamente riesgoso" basado en un valor de DL50 de 80 mg/kg de ratas. Es un antagonista de los receptores GABA abiertos por canales de cloro, y un inhibidor de Ca2+, Mg2+ ATPasa. Ambas enzimas están involucradas en la transferencia de impulsos nerviosos. Síntomas de envenenamiento agudo incluyen hiperactividad, temblores, convulsiones, falta de coordinación, dificultad respiratoria, náusea y vómito, diarrea, y en casos severos, inconsciencia. Hay documentación de que dosis tan bajas como 35 mg/kg causan la muerte en humanos, y muchos casos de envenenamiento subletales dan como resultado daños cerebrales permanentes. Los trabajadores de granjas con exposición crónica al endosulfán están en riesgo de erupciones e irritación de piel.
La dosis de referencia aguda de la EPA para exposición de la dieta al endosulfán es 0.015 mg/kg para adultos y 0.0015 mg/kg para niños. Para exposición crónica de la dieta, las dosis de referencia de la EPA son 0.006 mg/(kg·día) y 0.0006 mg/(kg·día) para adultos y niños, respectivamente.

### Disruptor endocrino
Theo Colborn, un experto en disrupción (interrupción) endocrina, lista al endosulfán como un conocido disruptor endocrino, y ambas la EPA y la Agency for Toxic Substances and Disease Registry consideran que el endosulfán es un potencial disruptor endocrino. Numerosos estudios in vitro han documentado su potencial para interrumpir hormonas y estudios animales han demostrado su toxicidad reproductiva y en el desarrollo, especialmente entre machos. Un número de estudios han documentado que actúa como un anti-andrógeno en animales.
Se ha encontrado que, dosis de endosulfán ambientalmente relevantes iguales a las dosis de seguridad de la EPA de 0.006 mg/kg/día, afectan la expresión génica en ratas hembras en forma similar a los efectos del estrógeno.
No se sabe si el endosulfán es un teratógeno humano (un agente que causa defectos de nacimiento), aunque tiene efectos teratogénicos significativos en ratas de laboratorio. Un gravamen de 2009 concluyó que la disrupción endócrina ocurre sólo con dosis de endosulfán que causan neurotoxicidad.

### Efectos sobre la reproducción y el desarrollo
Varios estudios han documentado que el endosulfán también puede afectar el desarrollo humano. Investigadores que estudiaron niños de una villa aislada en Kerala, India han establecido un vínculo entre la exposición al endosulfán con demora en la madurez sexual entre chicos. El endosulfán fue el único pesticida aplicado a plantaciones de castaña de cajú en las colinas sobre la villa durante 20 años y había contaminado el ambiente de la misma. Los investigadores compararon los muchachos de la villa con un grupo control de muchachos de una villa similar demográficamente que carecía de historia de contaminación con endosulfán. Con respecto al grupo control, los muchachos expuestos tenían altos niveles de endosulfán en sus cuerpos, niveles más bajos de testosterona, y retardo en alcanzar la madurez sexual. Los defectos de nacimiento de los sistemas reproductivos de los machos que incluyen Criptorquidia fueron además más prevalentes en el grupo de estudio. Los investigadores concluyeron que "los resultados de nuestro estudio sugiere que la exposición al endosulfán en niños varones puede retardar la madurez sexual e interferir con la síntesis de hormonas sexuales." El aumento de la incidencia de criptorquidia se ha observado en otros estudios de poblaciones expuestas al endosulfán.
Un estudio de 2007 realizado por el Departamento de Salud Púbica de California descubrió que las mujeres que vivían cerca de campos de granjas fumigadas con endosulfán y los pesticidas organoclorados relacionados dicofol durante las primeras ocho semanas de embarazo son varias veces más propensas a dar a luz a niños con autismo. Este es el primer estudio para buscar una asociación entre endosulfán y autismo, y se requieren estudios adicionales para confirmar la conexión.
Un gravamen de 2009 concluyó que epidemiología y estudios de roedores que sugieren machos reproductivos y efectos de autismo están abiertos a otras interpretaciones, y que la toxicidad para el desarrollo o para la reproducción ocurre sólo con dosis de endosulfán que causan neurotoxicidad.

### Endosulfán y cáncer
El endosulfán no está listado como carcinógeno conocido, probable, o posible por la Agencia de Protección Ambiental de Estados Unidos, el Centro Internacional de Investigaciones sobre el Cáncer, u otras agencias. No hay estudios epidemiológicos que asocien la exposición al endosulfán específicamente con el cáncer en humanos, pero in vitro los ensayos han mostrado que el endosulfán puede promover proliferación de células humanas de cáncer de mama. La evidencia de cancinogenicidad en animales está mezclada.

## Endosulfán en el ambiente
El endosulfán se descompone en endosulfán sulfato y endosulfán diol, ambos, según la EPA, tienen "estructuras similares al compuesto parental y también tienen interés toxicológico. La vida media estimada para los residuos tóxicos combinados (endosulfán más endosulfán sulfato) [varía] desde 9 meses a 6 años." La EPA concluyó que, "[b]asado en estudios ambientales en laboratorio, estudios de disipación de campos terrestres, modelos disponibles, estudios de monitoreo, y literatura publicada, puede concluirse que el endosulfán es un químico muy persistente el cual puede permanecer en al ambiente por largos períodos de tiempo, particularmente en medios ácidos." La EPA además concluyó que el "[e]ndosulfán tiene potencial relativamente alto para bioacumularse en peces." Es además tóxico para  anfibios: se ha encontrado que bajos niveles matan renacuajos. El endosulfán está sujeto a transporte atmosférico de largo alcance, i.e. puede ser transportado a largas distancias desde donde fue usado. Por ejemplo, un reporte de 2008 por el Servicio Nacional de Parques encontró que el endosulfán comúnmente contamina aire, agua, plantas y peces de Parques Nacionales en los EE. UU. La mayoría de estos parques están lejos de las áreas donde se usa el endosulfán. El endosulfán ha sido además detectado en el polvo del desierto del Sahara recogido en el Caribe después de ser soplado a través del Océano Atlántico.

## Endosulfán por región

### Estados Unidos
En EE. UU., el endosulfán está registrado para uso agrícola. Las compañías registradas para operar comercialmente con endousulfán son:
- Makhteshim Agan, Drexel
- Bayer CropScience.

Se lo usa extensamente en algodón, tomate, papa,  manzana de acuerdo a la Agencia de Protección Ambiental de Estados Unidos.  La Agencia estima que se han usado 630 t de endosulfán anualmente de 1987 a 1997. En California, el uso anual de endosulfán cayó de 104 t en 1995 a 38 t en 2005. EE. UU. exporta más de 136 t de endosulfán de 2001 a 2003, mayormente a Latinoamérica, pero su producción y exportación siguen cayendo.
En California, su contaminación en el valle de San Joaquín ha logrado la extinción de la Rana muscosa de partes de las cercanas Montañas de Sierra Nevada. En Florida, sus niveles de contaminación en Everglades y en Bahía Biscayne son aún altos como para matar a organismos acuáticos.
En 2007, la EPA anuncia que está revisando la seguridad del endosulfán. Al año siguiente, La "Red Pesticide Action" y NRDC peticionaron a la EPA para prohibir al endosulfán, una coalición de ambientalistas y grupos de presión acusan a la EPA de obviar las decisiones de 2002 en prohibir el endosulfán. En enero de 2009,  la EPA aún no anuncia sus conclusiones de su revisión, siguiendo sin resolverse.

### En Australia
En 2008, Australia anuncia que el uso de endosulfán podría no ser prohibido en el país. Los ambientalistas han protestado esta decisión, citando la reciente prohibición de Nueva Zelanda, habllando de un bando para su uso y de "cero tolerancia" para residuos de endosulfán en alimentos. La contaminación con endosulfán de granjas es sospechada como su posible causa de mortandad de peces en granjas de peces en el río Noosa.

### En Argentina
En 2012 un juicio contra dos productores de soja y un fumigador se ventila en Córdoba (centro de Argentina), por usar agroquímicos que presuntamente causan malformaciones en niños, bebés nacidos muertos y decenas de casos de cáncer y enfermedades autoinmunes.
Sofía Gatica, una argentina madre de tres hijos, quien ha luchado para que se prohíba el uso de pesticidas cerca de áreas residenciales, fue galardonada ese año con el Premio Goldman, el reconocimiento más importante en el mundo que se otorga a ciudadanos defensores del medio ambiente.
"Este juicio es histórico porque es la primera vez que se hace no sólo por contaminación directa, sino que se los acusa de fumigaciones sistemáticas bajo la ley de residuos peligrosos", declaró Gerardo Mesquida, miembro de la organización no gubernamental ¡Paren de Fumigar!, sección Córdoba.
El uso de agroquímicos, entre ellos el glifosato, está estrechamente ligado en Argentina al modelo denominado "siembra directa" que revolucionó la producción agrícola con el empleo de fertilizantes.